# Olivier Léonhardt
Olivier Léonhardt, né le 29 janvier 1964 à Suresnes et mort le 2 février 2022 à Sainte-Geneviève-des-Bois, est un homme politique français. 

## Biographie
Adhérent socialiste dès 16 ans, il suit des études de droit public puis s'engage au sein de SOS Racisme dont il est l'un des cofondateurs. 
Collaborateur parlementaire de Julien Dray alors député de la dixième circonscription de l'Essonne dans les années 1990, il entre au conseil municipal de Sainte-Geneviève-des-Bois en juin 1995 sur la liste divers gauche de Pierre Champion. Réélu en mars 2001, ce dernier quitte ses fonctions quelques semaines plus tard et le 15 juin 2001, Olivier Léonhardt est élu premier édile puis président de la communauté d'agglomération du Val d'Orge. 
À la tête de la liste divers gauche « L'Essonne qui se bat ! », il est élu sénateur de l'Essonne le 24 septembre 2017. Il quitte le Parti socialiste la même année.
Il meurt à 58 ans, des suites d'un cancer,. Il est remplacé au Sénat par Daphné Ract-Madoux (MoDem).